# قناع إف إف بي
قناع إف إف بّي (بالإنجليزية: FFP mask)‏ (قناع الوجه المُرشِّح) (يسمى أيضًا قناع الوقاية التنفسية أو ببساطة قناع تنفسي) هو نوع من الأقنعة الواقية المعتمدة من الاتحاد الأوروبي، ويؤمن الحماية من الجسيمات المعلقة مثل جسيمات الغبار والفيروسات المختلفة في الهواء. يحدد معيار إي إن 149 ثلاث فئات لهذه الأقنعة تبعًا لكفاءة ترشيحها: إف إف بّي1، وإف إف بّي 2، وإف إف بّي 3. يُعتبر القناع مثالًا على قناع تنفس ذي مُرشِّح ميكانيكي.
يُغطي القناع نصف الوجه، ما يعني حمايته الذقن والأنف والفم. يجب أن يحقق القناع معايير محددة مع اجتيازه اختبارات الفعالية. يعتمد تقييم الفعالية على معدل الترشيح (اختراق المُرشِّح، ويشار إليه أيضًا بالكفاءة)، بالإضافة إلى درجة التسرب حول الحواف. يجب ضبط القناع بشكل صحيح ليتلاءم مع الوجه.
على عكس القناع الجراحي الفموي، يحمي هذا النوع من الأقنعة مرتديها من استنشاق العوامل المُعدية أو الملوثات على شكل هباء جوي أو قطيرات أو جسيمات صلبة صغيرة.

## أنواعه
يحدد معيار إي إن 149 متطلبات الأداء لثلاث فئات من أقنعة نصف الوجه المُرشِّحة للجسيمات: إف إف بّي 1 وإف إف بّي 2 وإف إف بّي 3. تشتمل الحماية التي يوفرها قناع إف إف بّي 2 (أو إف إف بّي 3) على الحماية التي توفرها أقنعة الفئات ذات الأرقام الأقل.
يجب أن يُكتب رقم الفئة على القناع المطابق للمعيار، إلى جانب اسم المعيار وسنة نشره، مع أي رموز معمول بها، مثل: «إي إن 149: 2001 إف إف بّي1 إن آر دي». تستخدم بعض الشركات المصنعة لون الرباط المطاطي لتحديد فئة القناع، ولا يحدد معيار إي إن 149 أي ترميز لوني من هذا القبيل، ومن ثم تنوع استخدام المُصنّعين للألوان.

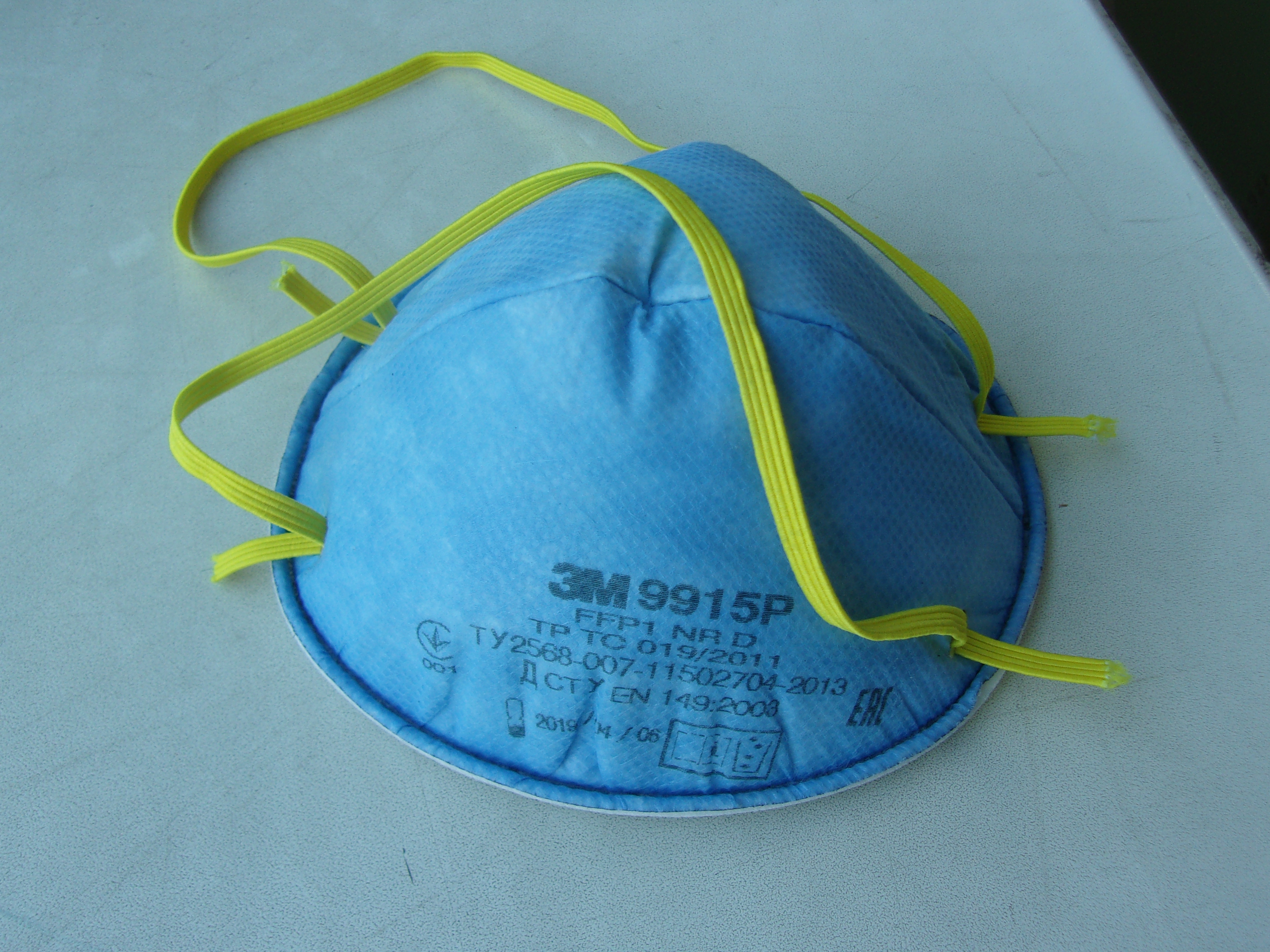
قناع إف إف بّي 1.

| الفئة      | حد اختراق المُرشّح (عند 95 لتر/دقيقة من تدفق الهواء) | التسرب الداخلي | الرباط المطاطي النموذجي |
| إف إف بّي 1 | يُرشّح ما لا يقل عن 80% من الجسيمات المنقولة بالهواء | أقل من 22%     | أصفر                    |
| إف إف بّي 2 | يُرشّح ما لا يقل عن 94% من الجسيمات المنقولة بالهواء | أقل من 8%      | أزرق أو أبيض            |
| إف إف بّي 3 | يُرشّح ما لا يقل عن 99% من الجسيمات المنقولة بالهواء | أقل من 2%      | أحمر                    |

### قناع إف إف بّي 1
يمتلك أقل قدرة على الترشيح بين الأقنعة الثلاثة.
- نسبة ترشيح الهباء الجوي: 80% في الحد الأدنى.
- معدل التسرب الداخلي: 22% في الحد الأقصى.[4]

يُستخدم بشكل رئيسي كقناع للغبار (على سبيل المثال للأعمال اليدوية دي آي واي). قد يتسبب الغبار في أمراض الرئة، مثل السحار السيليسي، والسحار الفحمي، والأسبستوز، والسحار الحديدي (خاصة الغبار الناتج عن الفحم، والسيليكا، وخام الحديد، والزنك، والألمنيوم، والإسمنت).

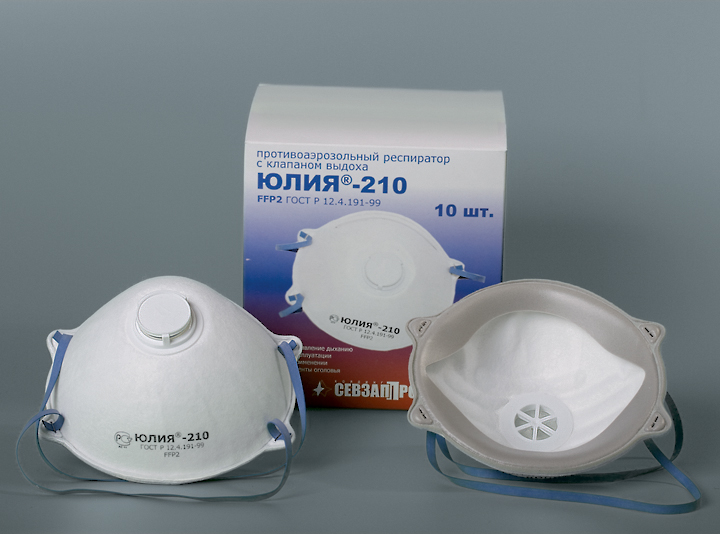
أقنعة إف إف بّي 2 المزودة بصمام زفيري.

### قناع إف إف بّي 2
- نسبة ترشيح الهباء الجوي: 94% في الحد الأدنى.
- معدل التسرب الداخلي: 8% في الحد الأقصى.[4]

يوفر هذا القناع الحماية ضمن مجالات مختلفة مثل صناعة الزجاج والمسابك والبناء وصناعة الأدوية والزراعة، ويتميز بفعاليته ضد مساحيق المواد الكيميائية. يمكن أن يقي هذا القناع أيضًا من الإصابة بفيروسات الإنفلونزا مثل إنفلونزا الطيور أو المتلازمة التنفسية الحادة الوخيمة المرتبطة بفيروس كورونا (سارس)، والبكتيريا المسببة لكل من الطاعون الرئوي والسل، ويُعتبر مشابهًا لقناع ن95.

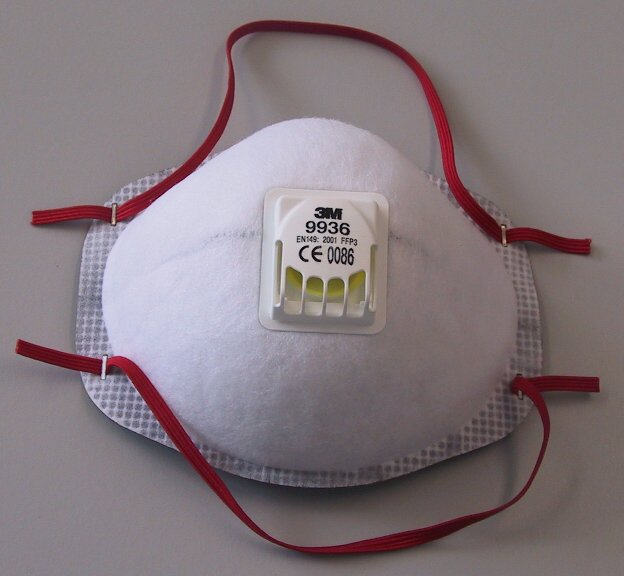
قناع إف إف بّي 3 مزود بصمام زفير.

### قناع إف إف بّي 3
نسبة ترشيح الهباء الجوي: 99% في الحد الأدنى.
معدل التسرب الداخلي: 2% في الحد الأقصى.
يُعدّ قناع إف إف بّي 3 الأكثر ترشيحًا بين أقنعة إف إف بّي، ويحمي من الجسيمات فائقة الدقة مثل الأسبست والخزف، لكنه لا يوفر أي وقاية من الغازات وخاصة أكسيد النيتروجين.

## صمام الزفير
قد يصبح ارتداء قناع تنفس لفترة طويلة غير مريح بسبب إعاقة التنفس وارتفاع درجة الحرارة والرطوبة داخل القناع، ما دفع إلى تجهيز بعض الأقنعة بصمام زفيري للتخفيف من هذه المشكلات وزيادة الراحة. يسمح هذا الصمام بخروج هواء الزفير بحرية من القناع، ومن ثم الحد من تكثيف الهواء ونقص نفوذية المُرشِّح والإزعاج عند ارتدائه. تحتوي أقنعة إف إف بّي 3 عمومًا على طبقات ترشيح سميكة للغاية ومقاومة أعلى، ما يجعل التنفس أكثر صعوبة. لهذا السبب، تُزود معظم هذه الأقنعة بصمام زفير.
يوفر القناع ذو الصمام الزفيري الحماية نفسها التي يقدمها القناع دون وجود الصمام. على أي حال، تجدر الإشارة إلى خروج الهواء غير المرشح عبر صمام الزفير بحرية من القناع، لذلك لا تقي مثل هذه الأقنعة الآخرين والبيئة المحيطة من العوامل المَرضية التي يمكن أن يزفرها مرتدي القناع في حال إصابته بالأمراض المنتقلة عبر الهواء أو القطيرات التنفسية (مثل كوفيد-19). يُفضل في هذه الحالات استخدام الأقنعة دون صمامات الزفير لحماية الآخرين. يُذكر أيضًا احتمالية تعطل صمام الزفير، ما قد يزيد من خطر تسرب الملوثات أو الغبار السام.

## الاستخدام المناسب
يجب أن يوضع القناع قريبًا من الوجه قدر الإمكان، ولذلك تسمح الصفيحة المعدنية الصغيرة بضبط موضع القناع على جسر الأنف. لا يُنصح بوجود لحية، ويجب تقصير الأربطة عند ارتداء الأطفال الصغار للأقنعة بواسطة زر.
يجب مشاركة ارتداء الأقنعة مع غسل اليدين المتكرر والفعال من أجل تحقيق هدفها في الوقاية من الأمراض المعدية. لا ينبغي لمس القناع في أثناء استخدامه (أو يجب غسل اليدين على الفور). يجب استبدال القناع عند البلل، وتتم إزالته عبر نزعه من الخلف دون لمس الجزء الأمامي من القناع ثم رميه في وعاء مغلق مناسب قبل غسل اليدين مرة أخرى. يجب ألا يحتوي القناع على صمام زفير لحماية الأشخاص الآخرين (وليس مرتديها فقط).
نشر المعهد الوطني الهولندي للصحة العامة والبيئة (آر آي في إم) نصيحة (موجزة) حول كيفية تعقيم ومن ثم إعادة استخدام أقنعة إف إف بّي المُجاز استخدامها لمرة واحدة، وذلك خلال تفشي جائحة فيروس كورونا في هولندا في مارس عام 2020 وما سببته من نقص كبير في الأقنعة الجراحية.

## المعايير
يجب أن تحقق أقنعة إف إف بّي معايير معينة، عبر استيفاء القناع معيار إي إن 149 ليصنف كقناع إف إف بّي.

### معيار إي إن 149 (EN 149)
يُحدد هذ المعيار الأوروبي، الذي يعود تاريخ إصداره الأول إلى عام 2001، الحد الأدنى من خصائص معدات الوقاية التنفسية، ويشمل الاختبارات في المعامل والاختبارات الميدانية ومتطلبات معينة لضمان مطابقة الأقنعة لكافة الشروط. يجري تحليل النقاط التالية:
- التعبئة والتغليف.
- المواد: مقاومة التلاعب.
- اختبار الأداء العملي.
- التسرب: التسرب الداخلي الكلي واختراق مادة المُرشِّح.

تلجأ بعض المنظمات الأوروبية إلى إصدار شهادة فحص تؤكد تحقيق الشروط وتحدد خصائص المنتجات:
- المعهد الوطني للبحث العلمي (آي إن آر إس) ثم مجموعة إيه بّي إيه في إي في فرنسا.
- قاعدة بيانات آي إن إس بّي إي سي في بريطانيا العظمى.
- لجنة الخبراء (بالألمانية: FACHAUSSCHUSS) في ألمانيا.

#### إصدار عام 2009
بات تعريف قناع الوقاية التنفسية مع نشر إصدار عام 2009 من المعيار: «قناع لنصف الوجه مُرشِّح للجسميات». أُضيف الاختصاران إن آر (NR) وآر (R) بعد إف إف بّي 1 وإف إف بّي 2 وإف إف بّي 3:
1. إن آر (أي غير قابل لإعادة الاستخدام): إذا كان استخدام قناع نصف الوجه المُرشِّح محدودًا بيوم عمل واحد، ولا يمكن إعادة استخدامه بعدها.
2. آر (قابل لإعادة الاستخدام): إذا أمكن استخدام قناع نصف الوجه المُرشِّح لأكثر من يوم عمل واحد، فيمكن إعادة استخدامه بعدها.

تشمل اللواحق الإضافية:
- أقنعة إن آر المضادة للانسداد: يُضاف حرف دي (D) عندما يجتاز قناع نصف الوجه اختبار غبار الدولوميت، للإشارة إلى أن مدة عمل القناع قد تتجاوز 8 ساعات. مثال: إف إف بّي 3 إن آر دي (FFP3 NR D).[12]
- قناع ذو صمام: يمكن الإشارة إلى وجود الصمام بالحرف في (V).[13]
- نوع الجسيمات: يبين الحرفان إس (S) وإل (L) على التوالي ترشيح الغبار الصلب (كلوريد الصوديوم فقط) والضباب السائل (زيت البارافين). مثال: إف إف بّي 3 إس إل في (FFP3 SLV).

يُؤخذ في الاعتبار إمكانية وجود الرموز القديمة على الأقنعة المُصنَّعة قبل إصدار المعيار الجديد.

### الإشعارات القانونية
تُصنف أقنعة إف إف بّي التنفسية ضمن معدات الوقاية الشخصية (بّي بّي إي). يمثل ما يلي الإشعار الذي يجب وجوده على كل قناع:
- اسم الشركة المصنعة.
- قناع.
- رقم سي إي الصادر عن هيئة التصديق + إي إن 149: 2009 + فئة القناع (إف إف بّي 1 أو إف إف بّي 2 أو إف إف بّي3 ) + اختصار (إن آر أو آر)
- يجب أن يتوافق وضع العلامات مع توجيه 89/686 / EEC حول معدات الوقاية الشخصية. يُعتبر القناع غير مُطابق للشروط في حال نقص أي من هذه البنود.

## معايير مماثلة
تستخدم بعض السلطات القضائية الأخرى معايير مشابهة لمعايير إف إف بّي لضبط أقنعتها أيضًا. تشمل الأمثلة عليها ما يلي:
- روسيا (GOST R 12.4.191-2011): مُطابق.
- كوريا الجنوبية (KMOEL - 2017-64): تعتبر مُطابقة لإصدار ما قبل 2009. يُطلق على إف إف بّي 1 اسم «الدرجة الثانية» أو كي إف 80 (KF80)، وتُسمى إف إف بّي 2 «الدرجة الأولى» أو كي إف 94 (KF94)، بينما تُدعى أقنعة إف إف بّي 3 «الدرجة الخاصة» أو كي إف 99 (KF99).[14]
- أستراليا ونيوزيلندا (AS / NZ 1716: 2012): درجات مماثلة لكن مع وكيل اختبار مختلف، وتُستخدم «بّي» للتعبير عن الدرجات.
- البرازيل (ABNT / NBR 13698: 2011): مطابق لإصدار ما قبل 2009. تُكتب الدرجات على شكل «بّي إف إف»[15]
- اليابان (JMHLW-Notification 214، 2018): درجات مماثلة مع مخطط تشفير مختلف لأنواع إن آر/آر وإس/إل، إذ تُستخدم بادئة من حرفين: دي/آر وإس/إل بدلًا من إن آر/آر وإس/إل على التوالي. شرط التسرب غير موجود.[16]
- تايوان (CNS 14755): درجات دي1/دي2/دي3 تحقق كفاءة 80/95/99. لا توجد متطلبات فيما يتعلق بالتسرب الداخلي.